# Billetero

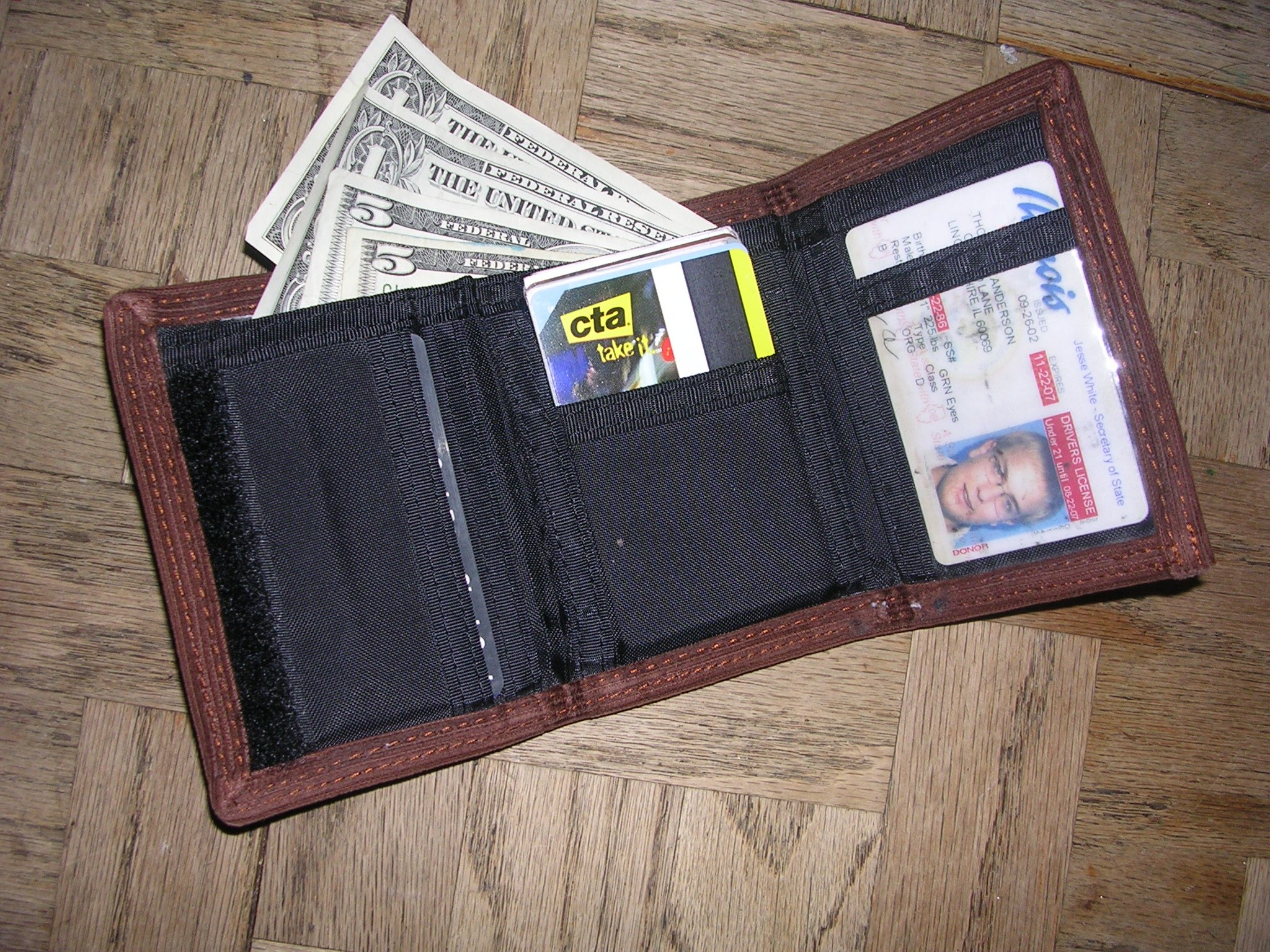
Cartera.

Se denomina billetera, billetero o cartera a un pequeño objeto (generalmente del tamaño de un bolsillo) utilizado para guardar y llevar consigo billetes, tarjetas de identificación, carnés, tarjetas de débito, tarjetas de crédito, tarjetas de presentación y otros artículos tales como resguardos, tickets, calendarios de bolsillo, etcétera. Son plegables y disponen de diversos compartimentos para introducir y localizar con facilidad estos documentos.
Las billeteras se elaboran generalmente de cuero o, desde mediados del siglo XX, de materiales plásticos como PVC. 
Las billeteras masculinas generalmente se caracterizan por caber en un bolsillo, mientras que la mayoría de las de mujer se diseñan para ser llevadas dentro de un bolso más grande contando con más compartimentos como, por ejemplo, uno para monedas. Los objetos que se utilizan para llevar sólo monedas se denominan monederos.
Las billeteras femeninas generalmente son de uso exclusivo de mano o se llevan en un bolso ,más grandes por lo general que las masculinas ,llevan espejos para maquillarse .

## Historia
Las billeteras fueron desarrollados casi inmediatamente después de la introducción del billete en Europa en el siglo XVII (el primer billete fue introducido en el Nuevo Mundo por la colonia de la Bahía de Massachusetts en 1690). Antes de la introducción del billete, eran ya utilizados los monederos (que se asemejaban a bolsas simples de cuero cerradas con un lazo) para almacenar monedas. Las primeras billeteras fueron hechas sobre todo de cuero de vaca o de caballo e incluyeron una compartimento pequeño para las tarjetas de visita impresas.
Los modelos modernos de billeteras con "ranuras para múltiples tarjetas" alcanzaron su tamaño estándar a comienzos de los años 50 con la introducción de las primeras tarjetas de crédito en 1951. El diseño de la billetera continuó sin cambios importantes a lo largo de la mayor parte de finales del siglo XX, a excepción del cierre de velcro, que fue introducido en los años 70. A partir de los años 80 el diseño de la billetera se multiplicó en innumerables formas, diseños y colores potenciados por docenas de diseñadores. Recientemente se han diseñado con algún compartimento con protección contra la lectura indeseada de las tarjetas de tecnología RFID.

## Carteristas
Los «carteristas» son ladrones especializados en robar carteras. Para evitarlos, algunos usuarios de carteras las unen a sus cinturones con pequeñas cadenas o las guardan en un bolsillo interior para que no se puedan alcanzar fácilmente sin notarlo el dueño. Otra estrategia contra los carteristas es sustituir la cartera de cuero tradicional por una cartera fina de diseño más nuevo, consiguiendo encubrir con eficacia las carteras a los carteristas. Algunos viajeros sustituyen las carteras por riñoneras para encubrir y para proteger más eficazmente sus pertenencias.